# Gustav Weder
Gustav Weder (Diepoldsau, 2 de agosto de 1961) es un deportista suizo que compitió en bobsleigh en las modalidades doble y cuádruple.
Participó en tres Juegos Olímpicos de Invierno, entre los años 1988 y 1994, obteniendo en total cuatro medallas: oro y bronce en Albertville 1992, en las pruebas doble (junto con Donat Acklin) y cuádruple (con Donat Acklin, Lorenz Schindelholz y Curdin Morell), y oro y plata en Lillehammer 1994, en doble (con Donat Acklin) y cuádruple (con Donat Acklin, Kurt Meier y Domenico Semeraro).
Ganó ocho medallas en el Campeonato Mundial de Bobsleigh entre los años 1989 y 1993, y diez medallas en el Campeonato Europeo de Bobsleigh entre los años 1987 y 1994.

## Palmarés internacional
| Juegos Olímpicos   | Juegos Olímpicos           | Juegos Olímpicos  | Juegos Olímpicos |
| Año                | Lugar                      | Medalla           | Prueba           |
| ------------------ | -------------------------- | ----------------- | ---------------- |
| 1992               | Albertville (Francia)      | Medalla de oro    | Doble            |
| 1992               | Albertville (Francia)      | Medalla de bronce | Cuádruple        |
| 1994               | Lillehammer (Noruega)      | Medalla de oro    | Doble            |
| 1994               | Lillehammer (Noruega)      | Medalla de plata  | Cuádruple        |
| Campeonato Mundial |                            |                   |                  |
| Año                | Lugar                      | Medalla           | Prueba           |
| 1989               | Cortina d'Ampezzo (Italia) | Medalla de oro    | Cuádruple        |
| 1989               | Cortina d'Ampezzo (Italia) | Medalla de plata  | Doble            |
| 1990               | Sankt Moritz (Suiza)       | Medalla de oro    | Doble            |
| 1990               | Sankt Moritz (Suiza)       | Medalla de oro    | Cuádruple        |
| 1991               | Altenberg (Alemania)       | Medalla de plata  | Doble            |
| 1991               | Altenberg (Alemania)       | Medalla de plata  | Cuádruple        |
| 1993               | Igls (Austria)             | Medalla de oro    | Cuádruple        |
| 1993               | Igls (Austria)             | Medalla de plata  | Doble            |
| Campeonato Europeo |                            |                   |                  |
| Año                | Lugar                      | Medalla           | Prueba           |
| 1987               | Cervinia (Italia)          | Medalla de bronce | Doble            |
| 1989               | Winterberg (RFA)           | Medalla de oro    | Doble            |
| 1990               | Igls (Austria)             | Medalla de oro    | Doble            |
| 1990               | Igls (Austria)             | Medalla de bronce | Cuádruple        |
| 1991               | Cervinia (Italia)          | Medalla de oro    | Doble            |
| 1991               | Cervinia (Italia)          | Medalla de oro    | Cuádruple        |
| 1992               | Königssee (Alemania)       | Medalla de oro    | Doble            |
| 1993               | Sankt Moritz (Suiza)       | Medalla de oro    | Doble            |
| 1993               | Sankt Moritz (Suiza)       | Medalla de oro    | Cuádruple        |
| 1994               | La Plagne (Francia)        | Medalla de bronce | Doble            |